# Iglesia de San Julián y Santa Basilisa (Quejo)
La iglesia de San Julián y Santa Basilisa es un edificio situado en la localidad española de Quejo, en la provincia de Álava.

## Descripción
El edificio se encuentra en la localidad española de Quejo, del municipio de Valdegovía, perteneciente a la provincia de Álava, en la comunidad autónoma del País Vasco. Se menciona como iglesia parroquial del lugar en el decimotercer volumen del Diccionario geográfico-estadístico-histórico de España y sus posesiones de Ultramar de Pascual Madoz, donde aparece descrita con las siguientes palabras: «igl. parr. (San Julian y Sta. Basilisa) servida por un beneficiado». En el tomo de la Geografía general del País Vasco-Navarro dedicado a Álava y escrito por Vicente Vera y López, se dice lo siguiente: «Su iglesia, dedicada á San Julián y á Santa Basilisa, depende de la parroquial de Gurendes; antes la servía un monje benito del monasterio del Espino».